# Четиридесет и седемте ронини (филм, 1962)
Вижте пояснителната страница за други значения на Четиридесет и седемте ронини.
„Четиридесет и седемте ронини“ (на японски: 忠臣蔵　花の巻　雪の巻) е японски исторически филм от 1962 година на режисьора Хироши Инагаки. Сюжетът се основава на традиционната легенда за Четиридесет и седемте ронини, която от своя страна се базира на действителни събития от началото на 18 век. Главните роли се изпълняват от Юдзо Каяма, Чуша Ичикава и Мацумото Коширо.